# Il capitano
Pour plus de détails, voir Fiche technique et Distribution.
Il capitano est un film finno-suédois réalisé par Jan Troell, sorti en 1991.

## Fiche technique
- Titre : Il capitano
- Réalisation : Jan Troell
- Scénario : Jan Troell, Göran Setterberg et Per Olov Enquist
- Photographie : Jan Troell
- Montage : Jan Troell
- Musique : Lars Åkerlund et Sebastian Öberg
- Pays d'origine : Finlande - Suède
- Format : Couleurs - 1,66:1 - Dolby
- Genre : drame
- Durée : 110 minutes
- Date de sortie : 1991

## Distribution
- Antti Reini (en) : Jari
- Maria Heiskanen : Minna
- Berto Marklund : Polisen
- Antti Vierikko : Jari 13 år
- Harri Mallenius : Lärären
- Marjut Dahlström : Lärärinnan
- Eva Stellby : Obducenten
- Matti Dahlberg : Pappan
- Christina Frambäck : Prästen

## Récompenses
- Ours d'argent du meilleur réalisateur lors de la Berlinale 1992
- Prix Amanda du meilleur film étranger
- Guldbagge Award du meilleur film